# Cecilia Rognoni
Cecilia Rognoni, född den 1 december 1976 i Buenos Aires, Argentina, är en argentinsk landhockeyspelare.
Hon tog OS-silver i damernas landhockeyturnering i samband med de olympiska landhockeytävlingarna 2000 i Sydney.
Hon tog därefter OS-brons i damernas landhockeyturnering i samband med de olympiska landhockeytävlingarna 2004 i Aten.